# Happenstance (Fozzy)
Happenstance è il secondo album in studio del gruppo musicale heavy metal statunitense Fozzy, pubblicato nel 2002.
L'album è costituito prevalentemente da cover.

## Tracce
1. Whitechapel 1888 – 1:00
2. To Kill a Stranger – 4:00
3. Happenstance – 5:01
4. Freewheel Burning (Judas Priest cover) – 4:48
5. The Mob Rules (Black Sabbath cover) – 3:19
6. Big City Nights (Scorpions cover) – 4:25
7. Crucify Yourself – 4:30
8. L.O.V.E. Machine (W.A.S.P. cover) – 4:11
9. Balls to the Wall (Accept cover) – 5:46
10. With the Fire – 4:44
11. Where Eagles Dare (Iron Maiden cover) – 6:19

## Formazione
- Chris Jericho (accreditato come Moongoose McQueen) – voce
- Rich Ward (accreditato come Duke LaRüe) – chitarra, cori
- Frank Fontsere (accreditato come KK LaFlame) – batteria
- Ryan Mallam (accreditato come The Kidd) – chitarra
- Keith Watson (accreditato come Claude "Watty" Watson) – basso